# Aleksandr Konstantinovitch Glazunov
Aleksandr Konstantinovitch Glazunov (em russo: Александр Константинович Глазунов, Aleksandr Konstantinovič Glazunov; em francês: Glazounov; em alemão: Glasunow; São Petersburgo, 10 de agosto de 1865 – Paris, 21 de março de 1936) foi um professor de música e compositor tardo-romântico russo. 

## Biografia

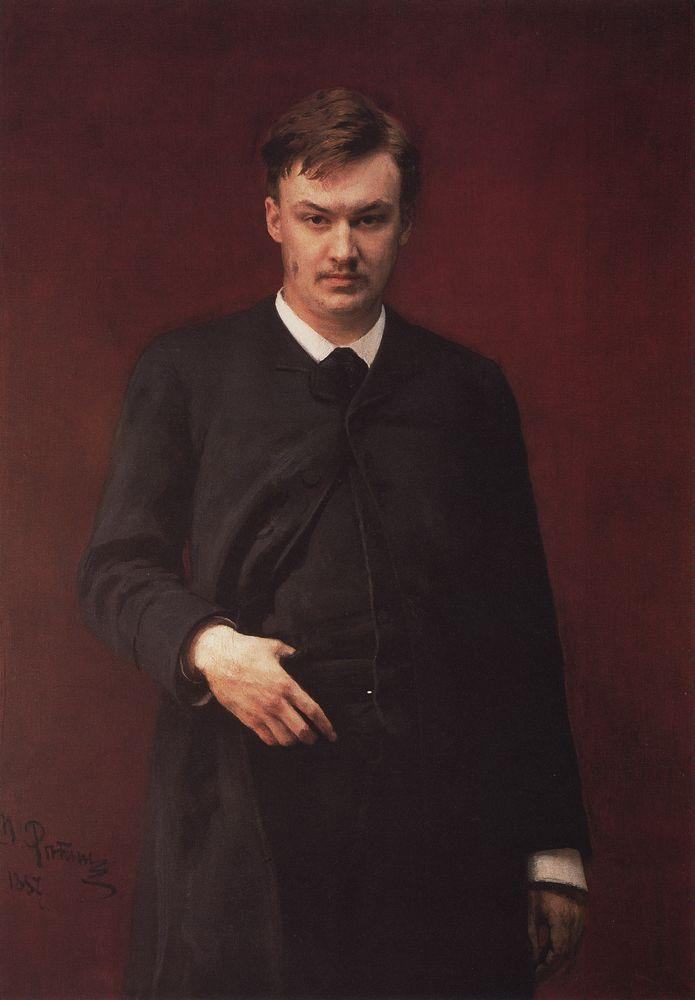
Glazunov por Ilya Repin, 1887

Mily Balakirev, professor de saxofone de sua mãe, aconselhou que o menino estudasse com Nikolai Rimsky-Korsakov (1880) e, dois anos depois, executou num concerto a primeira sinfonia em mi maior, de Glazunov. Entre 1882 e 1886 Glazunov compôs dois quartetos de cordas, duas aberturas sobre temas folclóricos gregos, o poema sinfônico Stenka e a segunda sinfonia em fá sustenido menor.
Visitou Franz Liszt em Weimar (1884) e sofreu sua influência, e também as de Richard Wagner e Tchaikovsky, mais tarde. Muitas das suas obras-primas datam da década de 1890: os balés Raymonda, Ruses d'amour e Les Saisons, as sinfonias nº 4, 5 e 6 (a 8ª e última é de 1906). De 1904 é o concerto para violino em lá menor. 
Foi professor (1899) e diretor (1905) do Conservatório de São Petersburgo, permanecendo nessa função até 1928, quando decidiu deixar a União Soviética, por sentir-se isolado. Fez uma tournée aos Estados Unidos da América mas fixou-se em Paris depois de 1930. Obras importantes desses seus últimos anos são o Concerto Balada em ré maior para violoncelo e orquestra,  Op. 109 (1931) e o Concerto para saxofone alto e orquestra de cordas em mi bemol maior (1934), uma das mais populares peças para sax alto - cujo número de opus é o mesmo do Quarteto de Saxofones em si bemol maior (1932), outro standard do repertório para saxofone.
Na Revolução de 1917, os revolucionários adotaram para a Rússia um hino provisório denominado A Marselhesa Operária, que durou de outubro 1917 a meados de 1918, e que possuía uma adaptação feita por Aleksandr da melodia de A Marselhesa.